# Ratislovo
Ratislovo (en rus: Ратислово) és un poble de l'óblast de Vladímir, a Rússia, segons el cens del 2010 tenia 82 habitants. Pertany al districte municipal de Iúriev-Polski.